# Sarcophaga nigricaudata
Sarcophaga nigricaudata is een vliegensoort uit de familie van de dambordvliegen (Sarcophagidae). De wetenschappelijke naam van de soort is voor het eerst geldig gepubliceerd in 1982 door Povolný & Slameckova.